# Manuel Arias y Porres
Manuel Arias y Porres (Alaejos, 1º de novembro de 1638 - Sevilha, 16 de novembro de 1717) foi um cardeal do século XVIII

## Biografia
Nasceu em Alaejos em 1º de novembro de 1638. De uma família ilustre. Filho de Gómez Arias e Catalina de Porres.
Poesia cultivada; e estudou matemática, geometria, aritmética, geografia e astronomia.
Aos quatorze anos, em 1652, interrompeu os estudos e foi enviado pelos pais a Malta para se tornar cavaleiro da Ordem Soberana; vice-chanceler da ordem em 1662; concedeu a comenda de Benavente em 1668; do Viso, perto de Madrid, em 1674; de Tevénes em 1676; de Quiroga em 1683. Nomeado pelo Papa Inocêncio XI grande oficial de justiça da ordem. Renunciou à vice-chanceler e regressou a Espanha em 1689. Nomeado embaixador espanhol em Portugal em 1690, mas recusou por ingressar no estado eclesiástico. Entrou na Ordem de São João de Jerusalém (OSIo.Hieros.). Tenente do Grão-Prior de Castela em 1692. Embaixador da ordem em Espanha. Eleito grão-prior e tenente do grão-priorado de Castela em 1692. Embaixador da ordem perante o rei da Espanha. Governador do conselho real e supremo de Castela, contra a sua vontade, de dezembro de 1692 a janeiro de 1696. Retirou-se para Viso. Renomeado pelo rei, novamente contra sua vontade, ao seu antigo posto em março de 1699 para resolver a revolta em Madrid devido à escassez de pão; renunciou em novembro de 1703. Membro da Junta de gobierno instituída pelo rei Carlos II no seu testamento e como tal fez parte dela entre novembro de 1700 e fevereiro de 1701. Conselheiro de Estado do rei Filipe V de Espanha, de 1701 a 1703. Apoiante do partido francês na questão da Sucessão Espanhola.
Eleito arcebispo de Sevilha em 3 de abril de 1702; recebeu o pálio em 8 de maio de 1702; tomou posse da sé no dia 24 de maio seguinte; ele conduziu várias visitas pastorais. Consagrado em 28 de maio de 1702, Colégio Imperial dos Jesuítas, Madrid, por Pedro Portocarrero Guzmán, arcebispo titular de Tiro e patriarca das Índias Ocidentais, coadjuvado por Francisco Zapata Vera y Morales, bispo titular de Darda, auxiliar de Toledo, e por Silvestre García Escalona, bispo de Torotsa. Concedida licença para se ausentar da arquidiocese por um biênio, 8 de julho de 1702, para continuar como presidente de Castela. Caiu em desgraça e foi para sua arquidiocese em dezembro de 1704. Quando, em 22 de fevereiro de 1709, o rei Filipe V expulsou o núncio papal, fechou o tribunal da nunciatura e proibiu todas as comunicações com Roma, o arcebispo Arias foi um dos quatro prelados espanhóis que não cumpriu as ordens do monarca. Três anos depois, o rei o propôs para promoção ao cardinalato.
Criado cardeal e reservado in pectore no consistório de 18 de maio de 1712; publicado no consistório de 30 de janeiro de 1713; o barrete vermelho foi trazido a ele por Troiano Acquaviva d'Aragona, camareiro papal e futuro cardeal, em 18 de fevereiro de 1713; ele nunca foi a Roma para receber o chapéu vermelho e o título.
Morreu em Sevilha em 16 de novembro de 1717. Exposto na catedral metropolitana de Sevilha e sepultado no meio da capela do Santíssimo Sacramento, num túmulo que ele mandou construir, naquela catedral.